# سگی
سگی (به مجاری:  Szegi) یک شهرداری در مجارستان است که در ناحیه توکای واقع شده‌است. سگی ۹٫۰۵ کیلومتر مربع مساحت و ۳۳۳ نفر جمعیت دارد.